# Простой карандаш
«Простой карандаш» — драматический фильм 2019 года. Режиссёр и сценарист — Наталья Назарова. Премьера состоялась на фестивале «Окно в Европу», где картина получила специальный приз жюри. Также фильм получил две премии фестиваля российского кино в Онфлёре (фр.): в категории «Лучший фильм» и «Приз зрительских симпатий». 5 декабря 2019 года состоялась премьера фильма в кинотеатрах России.

## Сюжет
Питерская художница Антонина приезжает в небольшой город на севере России к своему мужу, отбывающему наказание в колонии. Она устраивается на работу учителем рисования в школу, где сталкивается с местными порядками.

## В ролях
| Актёр                 | Роль                                                      |
| --------------------- | --------------------------------------------------------- |
| Надежда Горелова      | Антонина Золотарёва                                       |
| Владимир Мишуков      | Сергей Золотарёв муж Антонины                             |
| Александр Доронин     | Алексей Воронов учитель литературы, истории и физкультуры |
| Олеся Иванцова        | Вера                                                      |
| Александр Кольчевский | Миша Пономарёв                                            |
| Алина Ходжеванова     | директор школы                                            |
| Кирилл Веселов        | Дима Дёмкин                                               |
| Евгений Старцев       | Алексей Пономарёв                                         |

## Художественные особенности
Большинство второстепенных ролей в картине исполнено непрофессиональными актёрами. Следователь, учителя и учащиеся школы играют самих себя.

## Награды
- 2019 — кинофестиваль «Окно в Европу»
  - Специальный приз жюри «За актуальную трактовку классического сюжета о противостоянии личности обстоятельствам» (Н. Назарова)
  - Диплом Гильдии киноведов и кинокритиков России по конкурсу «Игровое кино. Осенние премьеры» (Н. Назарова)[7]
- 2019 — фестиваль российского кино в Онфлёре
  - Гран-при
  - Приз зрительских симпатий
  - Приз "За лучшую женскую роль (Н. Горелова)[8]
- 2021 — номинация на приз Киноакадемии Азиатско-Тихоокеанского региона (Asia Pacific Screen Awards) за Лучший полнометражный фильм[9]